# 谢尔盖·布留霍年科
谢尔盖·谢尔盖耶维奇·布留霍年科（俄语：Серге́й Серге́евич Брюхоненко，1890年4月30日—1960年4月20日），是斯大林时代的苏联生物医学科学家和技术专家。
布留霍年科的研究对于俄罗斯的开放式心脏手术的发展至关重要。他是实验性手术研究所的领导人之一，亚历山大·维什涅夫斯基教授于1957年在此研究所进行了苏联的第一例开放式心脏手术。
布留霍年科主要因为他开发了首批体外循环机器之一——autojekter而成名。在1939年的一系列犬科实验中，这种装置使用并产生了不同的结果，电影《有机体复活实验》中记录了这次实验。尽管今天有人推测这部电影是对这些实验程序的舞台重现，但实验本身也有充分的记录，使得布留霍年科在死后被授予享有盛誉的列宁奖。布留霍年科还以他的斩首实验闻名，他的实验是将动物（主要是狗）斩首，并将它们放在生命维持器上，从而使头部维持多个小时的生命。

## 生平
1890年，出生于一个工程师家庭。他在少年时期做出了第一项发明：为自己设计了一辆自行车。在萨拉托夫接受中等教育后，他进入莫斯科大学医学院。
1914年，从医学院毕业后，被选入军队。
1917年秋天，回到莫斯科工作。
1919年到1926年，担任莱弗托夫军事医院临床病理学和治疗系的助理教授。
1931年至1935年，担任国家血液学医学研究中心实验治疗实验室负责人。
1935年，带头创立实验生理学和治疗研究所。
苏德战争结束后直至1951年，他都在该研究所工作。
1951年至1958年，他领导了莫斯科实验外科设备和仪器研究所的实验室。
1958年至1960年，他领导了实验生物学和医学研究所的人工循环实验室。